# Bamboubabulle
 (mai 2018).
Si vous disposez d'ouvrages ou d'articles de référence ou si vous connaissez des sites web de qualité traitant du thème abordé ici, merci de compléter l'article en donnant les références utiles à sa vérifiabilité et en les liant à la section « Notes et références ».
Bamboubabulle (Mumble Bumble) est une série télévisée d'animation dano-canadienne en 65 épisodes de 5 minutes créée par Christian Skjott, coproduite par Cinar et A-Film, et diffusée à partir du 11 octobre 1999 sur le réseau CBC Television.
En France, la série a été diffusée à partir de 2000 sur La Cinquième dans Debout les Zouzous, puis rediffusée sur Télétoon, et au Canada francophone à partir du 24 septembre 2001 sur TFO puis à partir du 6 septembre 2003 à TQS.

## Synopsis
Bamboubabulle est un hippopotame bleu qui propose chaque jour à ses deux amis, Greens, la grenouille, et Chico, l'oiseau, une nouvelle expérience ludique.

## Fiche technique
- Titre français : Bamboubabulle
- Titre original : Mumble Bumble
- Auteur : Christian Skjott
- Réalisation : Karsten Kiilerich et Luc Savoie
- Musique : Pierre-Daniel Rheault
- Sociétés de production : Cinar Animation, A-Film
- Année : 1999

## Doublage
- Denis Mercier : Bamboubabulle
- Chantal Baril : Verdi
- Jacques Lavallée : Roc
- Daniel Lesourd : Chico
- Bernard Fortin : Cochonnet
- Élizabeth Lesieur : Narratrice

 Source et légende : version québécoise (VQ) sur Doublage.qc.ca